# R. K. Narayan
Rasipuram Krišnasvámí Nárájansvámí publikující pod značkou R. K. Narayan (10. října 1906 Čennaí – 13. května 2001 Čennaí), byl indický spisovatel píšící anglicky. Takřka všechny jeho prózy se odehrávají ve fiktivním jihoindickém městečku Malgudi. Napsal 34 románů, první v roce 1930 (Swami and Friends). Vydal i několik sbírek povídek a převyprávěl i klasické mýty Rámájana a Mahábhárata. Začínal jako učitel (tuto zkušenost zpracoval v románu The English Teacher z roku 1945) a novinář. Jeho velkým příznivcem byl Graham Greene, který mu pomohl získat na konci 30. let reputaci ve Spojeném království. K jeho nejslavnějším knihám patří román The Guide z roku 1958 (česky vyšlo jako Průvodce).